# Povel Ramel

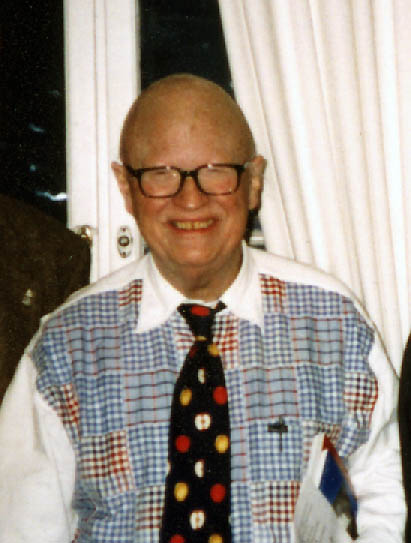
Povel Ramel (1999)

Povel Ramel (Aussprache [ˌpoːvəl ˈramːəl], * 1. Juni 1922 in Stockholm; † 5. Juni 2007 in Lidingö) war ein schwedischer Musiker, Sänger und Komiker. Er wurde dadurch bekannt, populäre Lieder humoristisch umzutexten. In seinem Heimatland gehörte er zu den einflussreichsten Persönlichkeiten der Unterhaltungsbranche.

## Leben
Ramel entstammte der uradligen, in den schwedischen Freiherrenstand erhobenen Familie Ramel. Er wurde im wohlhabenden Stockholmer Stadtteil Östermalm geboren. Er begann seine Karriere mit 19 Jahren und veröffentlichte bis zu seinem Tod annähernd 2000 Musikstücke. 1999 war er unter anderem mit der auch in den deutschsprachigen Ländern bekannten Wencke Myhre auf Tournee. Die schwedische Popgruppe Gyllene Tider veröffentlichte auf ihrem Album Moderna Tider das Stück Povel Ramel, Paul McCartney & Jag (PR, Paul McCartney und ich).
Ramel litt unter Herzproblemen. Er starb nur wenige Tage nach seinem 85. Geburtstag.

## Diskografie
| Jahr | Titel                                                    | Höchstplatzierung, Gesamtwochen, AuszeichnungChartsChartplatzierungen (Jahr, Titel, Platzierungen, Wochen, Auszeichnungen, Anmerkungen) | Anmerkungen |
| Jahr | Titel                                                    | SE | Anmerkungen |
| ---- | -------------------------------------------------------- | --- | ----------- |
| 1979 | Povel på Maxim                                           | SE38 (3 Wo.)SE |             |
| 1991 | Återbesök i holken                                       | SE33 (3 Wo.)SE |             |
| 2000 | Som om inget hade hänt: Povel-pop från förra årtusendet! | SE6 (13 Wo.)SE |             |
| 2007 | De bästa av Povels mångsidor                             | SE24 (12 Wo.)SE |             |
| 2007 | Karameller - Det bästa med Povel Ramel                   | SE5 (16 Wo.)SE |             |
| 2013 | Debut                                                    | SE17 (1 Wo.)SE |             |